# Douglas A-3 Skywarrior
Douglas A-3 Skywarrior (początkowo oznaczony A3D) – dwusilnikowy pokładowy bombowiec uderzeniowy United States Navy.

## Historia
Projekt samolotu powstał na zamówienie, którego specyfikację w styczniu 1948 roku przedstawił Szef Operacji Floty. Wymagania Marynarki dotyczyły budowy pokładowego bombowca uderzeniowego dalekiego zasięgu, zdolnego do przenoszenia ładunku bomb o łącznym ciężarze 4340 kg.
Jego podstawowym zadaniem miało być atakowanie celów nawodnych. Maszyna miałaby być także zdolna do przenoszenia uzbrojenia jądrowego o masie łącznej 4356 kg, na odległość do 3700 km. Przetarg na budowę takiego samolotu wygrał koncern Douglas, z którym pierwszy kontrakt Marynarka podpisała w dniu 29 września 1949 roku.
Pierwszy lot prototypowej maszyny XA3D-1 odbył się w dniu 22 października 1952 roku. Dostawa pierwszego bombowca dla dywizjonu bojowego VAH-1 miała miejsce w dniu 31 marca 1956 roku. Skywarrior był najcięższym samolotem, jaki kiedykolwiek operował z pokładu lotniskowca, stąd jego nieoficjalne przezwisko „The Whale” (z ang. wieloryb). Budowę bombowców Douglas A-D Skywarrior zakończono w styczniu 1961 roku, łącznie zbudowano 282 maszyny tego typu.

## Konstrukcja
Douglas A3D Skywarrior był górnopłatem o konstrukcji półskorupowej ze skrzydłami skośnymi. Skrzydła miały całkowicie metalowe poszycie i powierzchnię 71,54 m². Napęd samolotu stanowiły dwa, usytuowane w gondolach podskrzydłowych, turboodrzutowe silniki Pratt & Whitney J57-P10, o ciągu po 5 623 KG każdy. Silniki o przepływie osiowym i podwójnych wirnikach. Każdy z nich miał długość 4,013 m i średnicę 1,014 m. Dzięki umieszczeniu ich na pylonach wysuniętych przed krawędź natarcia skrzydła pełniły one funkcję masy przeciwflatterowej. Bombowiec A3D były także wyposażane w 12 silników rakietowych o ciągu 1 953 kG, które służyły do wspomagania startu. Samolot miał trójkołowe podwozie, które – podobnie jak mechanizm składania skrzydeł, usterzenie ogonowe, klapy i mechanizm ustawiania siły ciągu silników – było napędzane hydraulicznie.
Załogę samolotu stanowiło trzech ludzi: pilot-dowódca, drugi pilot-bombardier i strzelec-nawigator. Maszyny w wersji A3D-2 (A-3B) były ponadto wyposażone w system przeciwdziałania poślizgom podczas hamowania, automatyczne ustawianie slotów krawędzi natarcia oraz były przystosowane do pełnienia roli powietrznego zbiornikowca. Ich załogę stanowiły cztery osoby.

## Uzbrojenie
Uzbrojenie artyleryjskie samolotów stanowiły dwa, usytuowane w części ogonowej działka lotnicze kalibru 20 mm M3, z zapasem 500 pocisków dla każdego z nich. Maszyny mogły przenosić do 4340 kg bomb i min w różnych konfiguracjach. Do kierowania zrzutem bomb służył dalocelownik radarowy AN/ASB-1A. Samoloty miały bogate wyposażenie radiolokacyjne i radiowe.

## Wersje
Samoloty Douglas A3D Skywarrior były produkowane w następujących wersjach:
- Q (E) – przeciwdziałania radioelektronicznego
- P (R) – rozpoznania fotograficznego
- T – szkolna
- V – transportowa
- K – zbiornikowiec powietrzny
- EK – uniwersalna
- TACOS – zbiornikowiec powietrzny/samolot przeciwdziałania radioelektronicznego/uderzeniowy
- NR – platforma testowa dla systemów naprowadzania pocisków rakietowych Harpoon i Cruise
- ER – wsparcia elektronicznego zespołów floty